# Poule de Prat
Pour les articles homonymes, voir Prat.
La poule du Prat est une race de poule légère, originaire de Catalogne en Espagne.

## Description
Le coloris de son plumage est fauve à queue noire ou blanche. Elle pond des œufs blancs d'environ 60 grammes. Le diamètre des bagues est 18mm pour le coq et 16 mm pour la poule. C'est une très bonne pondeuse qui vole assez  facilement.